# Вила-Боа-де-Киреш
Вила-Боа-де-Киреш (порт. Vila Boa de Quires)  —  населённый пункт и район в Португалии,  входит в округ Порту. Является составной частью муниципалитета  Марку-де-Канавезеш. По старому административному делению входил в провинцию Дору-Литорал. Входит в экономико-статистический  субрегион Тамега, который входит в Северный регион. Население составляет 3635 человек на 2001 год. Занимает площадь 16,18 км².